# Giuliano Oberti
Giuliano Marcello Giuseppe Oberti (ur. 22 czerwca 1901 w Genui) – włoski żeglarz, olimpijczyk.
Reprezentował Argentynę w żeglarstwie na Letnich Igrzyskach Olimpijskich 1928, które odbyły się w Amsterdamie, zajmując 10. miejsce oraz na Letnich Igrzyskach Olimpijskich 1936 w Berlinie, gdzie zajął 5. miejsce.